# Felix A. Theilhaber
Felix Aaron Theilhaber (geboren am 5. September 1884 in Bamberg; gestorben am 26. Januar 1956 in Tel Aviv) war ein deutsch-israelischer Dermatologe, Schriftsteller und Zionist.

## Familie
Sein Vater, Adolph Theilhaber (1854/64; † 1937) stammte aus einer fränkischen Viehhändler-Familie und arbeitete nach seiner Promotion im Jahr 1874 zunächst im Nürnberger Krankenhaus als Assistent in der chirurgischen Abteilung. Von 1878 bis 1887 war er Repetitor an der Hebammenschule Bamberg. 1888 zog die Familie nach München, wo er Arzt für Geburtshilfe und Gynäkologie sowie Inhaber einer Privat-Frauenklinik war. Als Vorsitzender des Daniel-Bundes e. V. engagierte er sich für die „ethische Erneuerung des Judentums“ und gründete dazu jüdische Kleingarten-Anlagen. Er schrieb medizinische Fachbücher über Die Entstehung und Behandlung der Karzinome und Die Bekämpfung der Krankheitsdisposition als Heilmethode. 1896 beteiligte er sich in der Münchner Medizinischen Wochenschrift an der heftig diskutierten Frage, ob „durch die Friction der Genitalien mit dem Sattel Libido sexualis entstehe“, und beruhigte, dass das nur „von solchen Frauen vorgenommen werden, welche schon so verdorben sind, dass ihre Moral auch durch das Radfahren nicht mehr geschädigt werden kann“.
Sein Bruder, Robert Theilhaber (1881–1942 Auschwitz) wohnte ab März 1933 in der Münchener Löfftzstraße 5 und hatte als Rechtsanwalt eine Kanzlei am Promenadeplatz 10. Felix reiste 1938 extra aus Tel Aviv nach München, um – erfolgreich – die Entlassung seines Bruders Robert aus dem KZ Dachau nach den Novemberpogromen zu erreichen. Am 1. August 1939 emigrierte er nach Paris, kam 1940 in ein Internierungslager in Südfrankreich und wurde danach in den Osten deportiert. Die Ehefrau Wilhelmine verstarb nach der Auswanderung 1946 im Jahr 1981 in Hobart, Tasmanien.

## Werdegang
Felix Theilhaber studierte Medizin in Berlin und München. 1910 schrieb er seine Doktorarbeit Zur Lehre von dem Zusammenhang der sozialen Stellung und der Rasse mit der Entstehung der Uteruscarcinome. Das Thema war beeinflusst durch den frühen Tod seiner Mutter durch Gebärmutterkrebs und der Arbeit seines Vaters darüber.
Er war schon 1900 der in München gerade gegründeten zionistischen Ortsgruppe bei, gründete eine jüdische Turnerschaft. 1906 machte er seine erste Reise nach Palästina. Während des Studiums gründete er eine zionistische Studentenverbindung im Kartell zionistischer Verbindungen. Von 1907 bis 1910 betrieb er die Zeitschrift Palästina in einem Ein-Mann-Betrieb.
Er besuchte auch Vorlesungen in Volkswirtschaft und Demografie. 1911 veröffentlichte er seine bei Georg von Mayr erstellte demografische Studie Der Untergang der deutschen Juden zur Migration der Juden vom Land in die großen Städte, zur Mischehe und zur Geburtenrate von weniger als ein Kind pro Familie. Ihr Schicksal war, wie er schrieb, beschlossen, und nur der Zionismus könne das jüdische Volk in der Diaspora verjüngen. Es stand für ihn, ebenso wie Arthur Ruppin fest, dass der Untergang des Judentums nur in einer jüdischen Heimstatt gestoppt werden könne.
Von April bis September 1911 war er in Jena Assistent an der Frauenklinik beim Ordinarius für Gynäkologie und
Geburtshilfe Max Henkel (1870–1941). Als junger Arzt wurde Theilhaber Freiwilliger im medizinischen Dienst des türkischen Roten Halbmond im Italienisch-Türkischen-Krieg (September 1911 – Oktober 1912) in Tripolis und in den Balkankriegen (1912–1913) gegen die Bulgaren. Er war als Arzt der türkischen Regierung in Palästina. Die Hoffnung, sich als verabschiedeter türkischer Sanitätsoffizier in Palästina niederlassen zu dürfen, zerschlug sich allerdings.
Im Jahre 1913 schrieb er eine andere demografische Studie Das sterile Berlin. Durch die schockierend engen ungesunden Bedingungen der Berliner Bevölkerung, die er als junger Arzt erlebte, schloss er auf den Bevölkerungsrückgang von Berlin. Im selben Jahr entschloss er sich zur Gründung der Gesellschaft für Sexualreform (Gesex) in der Berliner Bülowstraße 89. Helene Stöcker hatte 1905 schon den Bund für Mutterschutz gegründet. Er agitierte für Geburtenkontrolle und gegen die Kriminalisierung von Abtreibung und Homosexualität. Er schrieb ein Buch nach dem anderen und gehörte zusammen mit Magnus Hirschfeld und Wilhelm Reich zu den Pionieren der Sexualreformbewegung.
Im Ersten Weltkrieg (1914–1918) wurde er als Feldarzt einberufen und nutzte die Zeit, um weitere zionistische Schriften zu verfassen und Material über den Einsatz jüdischer Frontsoldaten zu sammeln, u. a. mit Jakob Ledermann von der Jagdstaffel 13. Während des Krieges heiratete er Stefanja Czaplinska (1885–1949), die ihm bei seinen Studien zuarbeitete. 1918 wurde sein erster Sohn Joachim, genannt Thola, geboren. 1921 wurde sein Sohn Max Michael (Adin Talbar-Theilhaber) in Wilmersdorf geboren.
Nach Kriegsende ließ er sich in Berlin als Facharzt für Haut- und Geschlechtskrankheiten nieder. Auch wurde Gesex wieder eröffnet. 1923 hatte der Direktor des Moskauer Instituts für Sozial-Hygiene Grigorii Batkis Die Sexuelle Revolution in Russland herausgegeben. Stefanja übersetzte es zwei Jahre später ins Deutsche. 1925 gründete er eine Koalition zur Reform des deutschen Strafrechts. 1930 war er in Berlin Mitbegründer der ersten Klinik für Geburtenkontrolle und Sexualaufklärung.
Am 30. Mai 1933 steckte die Gestapo ihn und weitere 50 Ärzte für zwei Monate ins Gefängnis Plötzensee. Danach verlor er seine Zulassung als Arzt. 1935 wanderte Theilhaber mit der Familie in das damalige britische Mandatsgebiet Palästina aus und eröffnete in Tel Aviv, Bialikstr. 3/Ecke Allenbystr. eine Arztpraxis. Es waren aber in den zwei Jahren zuvor über 1000 Ärzte aus Deutschland nach Palästina gekommen (bei einer jüdischen Bevölkerung von gerade 350.000) und so blieben die Patienten aus. Er hatte 4000 britische Pfund aus Deutschland mitgebracht, die er so klug anlegte, dass die Familie von den Zinsen leben konnte (ein Polizist der Palestine Police verdiente fünf Palästina-Pfund im Monat, 20 Pfund waren ein Spitzeneinkommen).
In Palästina gründete Theilhaber mit anderen Ärzten, die aus Deutschland, Österreich und der Tschechoslowakei gekommen waren, die private Krankenversicherung mit freier Arztwahl Kupat Cholim Maccabi (als Alternative zu der von der Histadrut gegründeten Kupat Cholim). Bis zu seinem Tod zählte sie 30.000 Mitglieder, heute sind es einige Hunderttausend.
Martin Feuchtwanger gab in seinem kleinen Verlag Edition Olympia Theilhabers Werke Judenschicksal – Acht Biographien heraus. Das letzte Buch, über Leo Trotzki, liegt unveröffentlicht als Manuskript in Theilhabers Nachlass.

## Veröffentlichungen
- Beiträge zum Sexualproblem; Berlin, Kater
- Zur Lehre von dem Zusammenhang der sozialen Stellung und der Rasse mit der Entstehung der Uteruscarcinome; München, Berlin, Hirschwald, 1910
- Der Untergang der deutschen Juden: Eine volkswirtschaftliche Studie; München: Reinhardt, 1911
- Beim roten Halbmond vor Tripolis: Reiseerlebnisse von e. Fahrt ins türkisch-ital. Kriegsgebiet; Cöln, Schaffstein, 1912
- Das sterile Berlin: Eine volkswirtschaftliche Studie; Berlin, 1913
- Bringt das materielle und soziale Aufsteigen den Familien Gefahren in rassenhygienischer Beziehung? - Entwicklung der Judenheit von Berlin. In: Rassen- und Gesellschaftsbiologie. Verlag B. Teubner, Leipzig und Berlin, 1913
- Die Schädigung der Rasse durch soziales und wirtschaftliches Aufsteigen: bewiesen an den Berliner Juden; Berlin: Lamm, 1914
- Die sexuelle Not der Studenten. In: Die Neue Generation. Helene Stöcker, 2. Heft, 14/2, 1914
- Die Geburtenbeschränkung im Altertum und bei den Naturvölkern. In: Die Neue Generation. Helene Stöcker, 4. Heft, 9. Jahrg.
- Generative Politik. In: Die Neue Generation. Helene Stöcker, 5. Heft, 9. Jahrgang
- Die Juden im Weltkriege: mit besonderer Berücksichtigung der Verhältnisse für Deutschland; Berlin: Weltverlag, 1916 (Online)
- Blätter aus dem Felde. In: Neue Jüdische Monatshefte, Jg. 1, Heft 14, 25. April 1917, S. 415–418.
- Schlichte Kriegserlebnisse; Berlin: Lamm, 1916 (Lamm’s Jüdische Feldbücherei 7)
- Jüdische Flieger im Weltkrieg: ein Buch der Erinnerung; Berlin: Lamm, 1919 (Online)
  - Jüdische Flieger im Weltkrieg; Hrsg. von Adin Theilhaber-Talbar und Günther Keller. Faksimilie der Erstausgabe von 1924. Berlin: Verlag Der Schild, 2009
- Herzl-Worte; Zusammenstellung nach Theodor Herzl; Berlin: Welt-Verl., 1921
- Das Weib vor und in der Ehe, mit Vater Adolf; In: Frauen- und Mutterbuch. Verlag Strecker & Schröder, Stuttgart, 1922
- Dein Reich komme! Ein chiliastischer Roman aus der Zeit Rembrandts und Spinozas; Berlin: Schwetschke, 1924
- Die menschliche Liebe, Beitrag zum Sexualproblem, 1. Heft, Verlag Der Syndikalist; Fritz Kater, Berlin, 1925
- Die Prostitution; Beitrag zum Sexualproblem, 7. Heft, 1926
- Sexualität und Erotik; Beitrag zum Sexualproblem, 9. Heft, 1927
- Die Beschneidung; Verlag L. Lamm, Berlin, 1927
- Zuchthaus oder Mutterschaft; Beitrag zum Sexualproblem, 11. Heft
- Sittlichkeit und Strafrecht: Gegenentwurf über geschlechtliche und mit dem Geschlechtsleben in Zusammenhang stehende Handlungen; Kartell für Reform des Sexualstrafrechts, Verlag der Neuen Gesellschaft, Berlin, 1927
- Das Problem der Kinderreichen - Kultur und Leben. In: Monatsschrift Kulturgeschichtliche und Biologische Familienkunde. Verlag Karl Hofer, Schorndorf (Württbg.), Februar 1927
- Mitarbeit an Jüdisches Lexikon, 1927
- Goethe: Sexus und Eros; Berlin-Grunewald: Horen-Verlag, 1929
- Blutwunder und Liebeswahn; Berlin: Asy-Verlag, 1929
- Bevölkerungsvorgänge in Breslau am Ausgang des XVIII Jahrhunderts. In: Zeitschrift für Demographie & Statistik der Juden Nr. 4/5, April/Mai 1931
- Schicksal und Leistung: Juden in der deutschen Forschung und Technik; Berlin: Welt-Verl., 1931
- Jüdische Wohlfahrtspflege und Sozialpolitik. In: Neue Jüdische Monatshefte. Oktober/November 1931
- Zum Bevölkerungsproblem der Berliner Juden. In: Neue Jüdische Monatshefte
- Lombroso. In: Menorah - Jüdisches Familienblatt: Wissenschaft, Kunst, Literatur. März/April 1932
- Geschichte des jüdischen Volkes; Berlin: Kedem, 1936
- Im Kampf um Gott, Volk und Land; Berlin: Kedem, 1936
- Judenschicksal: acht Biographien; Tel Aviv: Ed. Olympia, um 1939
- Oche Destinos; (Judenschicksal) Editions Estellas, Buenos Aires, 1946
- The graphic historical atlas of Palestine von Felix Aaron Theilhaber; mit J. Szapiro, 1942
- The Graphic Historical Atlas of Palestine, from 2000-333 B. C. to the present time, Hebrew ed., Tel Aviv
- „Palästina“, eine „Monatsschrift für die wirtschaftliche Entwicklung Palästinas“

## Zeitschriftenbeiträge (Auswahl)
In: Der sozialistische Arzt
- Sexualberatung. Band II (1927), Heft 4 (März), S. 17–19 Digitalisat
- Die Sittlichkeit vor dem Reichstag. Der Arzt und die Sexualgesetzgebung. Band V (1929), Heft 4 (Dezember), S. 157–162 Digitalisat

## Sekundärliteratur
- Renate Heuer: Felix Aaron Theilhaber. In: Manfred Treml, Wolf Weigand (Hrsg.): Geschichte und Kultur der Juden in Bayern. Lebensläufe. München : Saur, 1988, S. 293–298
- Lehfeldt, Hans: Ärztliche Pioniere der Sexualreform: Magnus Hirschfeld, Ernst Gräfenberg und Felix A. Theilhaber. Mitt. Magnus-Hirschfeld-Ges., Nr. 5, 21-25, 1985
- Lehfeldt, Hans: Felix A. Theilhaber – Pioneer sexologist. Arch. Sex. Beh. 15, 1-12, 1986
- Marcuse, Max: Rezension von Felix A. Theilhaber: Der Untergang der deutschen Juden, 2. Auflage. Berlin: Jüdischer Verlag. Z. Sexualwiss. 8, 331, 1921/22
- Volkmar Sigusch: Felix A. Theilhaber (1884-1956). In: Personenlexikon der Sexualforschung, hrsg. von Volkmar Sigusch und Günter Grau. Frankfurt/M., New York: Campus Verlag 2009, S. 697–701.
- Eva Edelmann-Ohler: Theilhaber, Felix Aaron. In: Andreas B. Kilcher (Hrsg.): Metzler Lexikon der deutsch-jüdischen Literatur. Jüdische Autorinnen und Autoren deutscher Sprache von der Aufklärung bis zur Gegenwart. 2., aktualisierte und erweiterte Auflage. Metzler, Stuttgart/Weimar 2012, ISBN 978-3-476-02457-2, S. 501–503.
- Theilhaber, Felix, in: Werner Röder, Herbert A. Strauss (Hrsg.): Biographisches Handbuch der deutschsprachigen Emigration nach 1933. Band 1: Politik, Wirtschaft, Öffentliches Leben. München : Saur 1980, S. 760